# Johan Paulik
Johan Paulik es el nombre artístico de Daniel Ferenčík  (Bratislava, entonces parte de Checoslovaquia, 14 de marzo de 1975), actor pornográfico eslovaco que trabajó en películas producidas por Falcon Entertainment y Bel Ami. De esta última llegó a ser directivo tras anunciar su retirada de la actuación. También ha participado como modelo en diferentes publicaciones, como las firmadas por los fotógrafos Michael Taubenheim y Howard Roffman y editadas por Bruno Gmünder.

## Cine
Dio sus primeros pasos artísticos como bailarín profesional. En 1994 George Duroy le incluyó en el reparto de Sauna Paradiso, donde Paulik debutó y compartió cartel con los actores Jozeph Skala, Martin Valko y Daniel Valent. La película se convirtió en un éxito de la pornografía gay y Paulik alcanzó gran celebridad en ese ámbito.
En 2000 fue distinguido junto a Lukas Ridgeston en los premios GayVN (convocados por la revista AVN como una sección homosexual de los premios AVN). Paulik y Ridgeston coprotagonizaron numerosas películas.

## Filmografía
| - Sauna Paradiso (1994) - Lukas' Story (1994) - The Plowboys (1994) - Lukas' Story 2 (1995) - Frisky Summer (1995) - Vulcan: Boys of Summer (1996) - An American in Prague (1997) - Chain Reaction 1 (1997) - Sunshine after the Rain (1997) - All about Bel Ami (2001) - Cover Boys (2001) - Gay to Z of Sex (2001) - Souvenirs (2002) - Splash (2002) - Alpine Adventure (2003) - Out in Africa (2006) - Too Many Boys 2 (2007) - French Kiss (2008) - Private Life of Ralph Woods (2009) - Kris and Dolph (2010) - Step by Step: Education of a Porn Star: Kris Evans (2010) | - Johan's Journal 1: Sun Kissed (2008) - Johan's Journal 2: Eye Candy (2009) - Johan's Journal 3: Sex Lab (2009) - Johan's Journal 4: On The Set (2010) |